# Jean-Léon Beauvois
Jean-Léon Beauvois (Aix-en-Provence, 16 de agosto de 1943- 8 de septiembre de 2020) fue un psicólogo social francés, que trabajó en el campo de la construcción de la comunidad psicológica social en Francia.
Fue especialista en los campos de la manipulación y la obediencia voluntaria, trabajó en el reconocimiento de la importancia del acercamiento de la especialidad al ciudadano. Fue el autor de Le petit traité de manipulation à l'usage des honnêtes gens –Pequeño tratado de manipulación para el uso de personas honestas– publicado en 1987, del que se vendieron medio millón libros.

## Biografía
Jean-Léon Beauvois desarrolló sus investigaciones en el ámbito de la psicología clínica (universidades de París y Nancy) y de la psicología social experimental (Nancy, Caen, Grenoble, Niza). En la universidad, ocupó puestos docentes y de dirección de varios grupos de investigación (UER «Connaissance de l’Homme» en Nancy, UFR «Sciences de l’Homme et de la Société» en Grenoble, Departamento de Psicología de Niza).
Durante los últimos años de su vida, ya jubilado, amplió sus análisis a las ciencias sociales y al análisis político, publicando el libro (Les illusions libérales, individualisme et pouvoir social, Grenoble, Presses Universitaires de Grenoble, 2005) y realizando la conclusión escrita para la edición en castellano de su Tratado de la servidumbre liberal: análisis de la sumisión (Madrid, La Oveja Roja, 2008). Beauvois presidió importantes asociaciones profesionales (ARIP: Association pour la Recherche et l’Intervention Psychosociologique; ADRIPS: Association pour la Diffusion de la Recherche Internationale en Psychologie Sociale) y dirigió durante varios años la Revue Internationale de Psychologie Sociale. También creó y dirigió la colección «Vies Sociales» de las ediciones de Presses Universitaires de Grenoble. 

## Ámbito académico
Como se afirma en la introducción a la edición en castellano de su Tratado de la servidumbre liberal: análisis de la sumisión «Aunque se encuentra entre los psicólogos sociales franceses más representativos (algunos lo consideran el más importante después de Serge Moscovici), Beauvois fue muy poco conocido fuera de Francia, sobre todo en los países anglosajones. Esto se debe a su posición original y deliberadamente independiente de la psicología social dominante a la que considera una psicología alienada y, a menudo, demasiado sumisa a los postulados estadounidenses propios del individualismo liberal (véase a este respecto sus recientes artículos aceptados por la revista Psychologie Francaise)».
Jean-Léon Beauvois se distanció de las teorías del zeitgeist científico y cultural y, junto a un grupo compuesto en buena parte por antiguos alumnos suyos (varios de sus doctorandos son hoy profesores e investigadores universitarios), ha desarrollado una línea de investigación que intenta alejarse de los dogmas de las sociedades individualistas y liberales, dogmas que suelen constituir verdades metateóricas que subyacen a la producción intelectual en ciencias sociales.
Beauvois, junto a R.-V. Joule, realizói una relectura de la célebre teoría de la disonancia cognitiva de Leon Festinger mostrando cómo su gran valor reside en que no es una teoría sobre la coherencia de las ideas sino una teoría de la racionalización de los comportamientos obtenidos de la gente bajo contextos de ilusión de libertad, y concretamente en situaciones de poder (la llamada teoría radical de la disonancia cognitiva).
Junto a otro de sus antiguos alumnos, N. Dubois, desarrolló también relectura del primado de las explicaciones causales llamadas «internas» y de la función de la psicología de los rasgos.
Gracias al análisis de numerosos experimentos en psicología social, Beauvois ha señalado la existencia de una «norma de internalidad» que, en el marco de las democracias de impronta ideológica liberal, condiciona la interpretación de lo sucedido y los procesos de evaluación realzando la importancia de los factores «internos», propios al «individuo», y olvidando el peso de la situación. Los resultados experimentales obtenidos por los discípulos de Beauvois también conducen a afirmar que la combinación de la norma de internalidad con las prácticas democráticas (donde la sumisión a la autoridad se realiza en un supuesto marco de libertad formal) llevan a una interiorización más profunda por parte de los sujetos sociales de las conductas u opiniones que se obtienen de ellos. Beauvois ha aplicado estas nociones en un análisis de las relaciones de ejercicio y evaluación del poder con una declarada inspiración a partir de ideales autogestionarios.
Slavoj Žižek ha empleado sus estudios como referencia en varias ocasiones, instigó la traducción en esloveno de su Tratado de la servidumbre liberal y ha prologado su edición en castellano. 
Entre el 27 y 29 de junio de 2007 se organizó un coloquio de psicología social en honor a Jean-Léon Beauvois en la Salle du Conseil de la Sorbonne.
Falleció el 8 de septiembre de 2020 a los 77 años.

## Publicaciones
- .	Jean-Léon Beauvois (1976). Problématique des conduites sociales d’évaluation. Connexions, 19, 7-30

- .	Jean-Léon Beauvois (1984). La psychologie quotidienne. Paris, Presses Universitaires de France.

- .	Jean-Léon Beauvois (1990). L’acceptabilité sociale et la connaissance évaluative. Connexions, 56, 7-16

- .	Jean-Léon Beauvois (1991). Processus cognitifs, socio-cognitifs, représentationnels, et idéologie. en: V. Aebischer, J.P. Deconchy y E.M. Lipianski (eds.), Représentations sociales et idéologies. Cousset (Fribourg), DelVal

- .	Jean-Léon Beauvois (1994). Traité de la servitude libérale. Analyse de la soumission. Paris, Dunod (trad. cast.: Tratado de la servidumbre liberal: análisis de la sumisión, Madrid, La Oveja Roja, 2008)

- .	Jean-Léon Beauvois (1996). Processi socio-cognitivi e conoscenza valutativa. en C. Regalia Y G. Scaratti (eds.), Conoscenza e azione nel lavoro sociale e educativo. Rome, Armando Armando

- .	Jean-Léon Beauvois (1999). Détermination et signification des événements psychologiques. en: Transhumances : construction de savoirs en situations cliniques : dialogues sur le langage en acte. Namur, Presses Universitaires de Namur.

- .	Jean-Léon Beauvois (2003). Les démocraties, la télévision et la propagande glauque. En D. Courbet y M.-P. Fourquet (ed.), La télévision et ses influences. Bruxelles, de Boeck.

- .	Jean-Léon Beauvois (2004). Quelques limites psychologiques du libéralisme et des démocraties libérales. En A. Dorna y P. Georget (eds.), La démocratie peut-elle survivre au XXIe siècle ? Paris, ed. In Press.

- .	Jean-Léon Beauvois (2005). Les illusions libérales, individualisme et pouvoir social. Petit traité des grandes illusions. Grenoble, Presses Universitaires de Grenoble.

- .	Jean-Léon Beauvois, Marc Bungert, Pascale Mariette (1995). Forced compliance : commitment to compliance and commitment to activity. European journal of social psychology, 25, 17-26

- .	Jean-Léon Beauvois, Nicole Dubois (1987). The norm of internality in the explanation of psychological events. European journal of social psychology, 18, 299-316

- .	Jean-Léon Beauvois, Nicole Dubois (1992). Traits as evaluative categories. Cpc- European bulletin of cognitive psychology, 12, 253-270

- .	Jean-Léon Beauvois, Nicole Dubois (2000). Affordances in social jugement : experimental proof of why it is a mistake to ignore how others behave towards a target and look solely at how the target behaves. Swiss journal of psychology, 59, 16-33

- .	Jean-Léon Beauvois, Robert-Vincent Joule (1981). Soumission et idéologies. Psychosociologie de la rationalisation. Paris, Presses Universitaires de France (épuisé)

- .	Jean-Léon Beauvois, Robert-Vincent Joule (1996). A radical dissonance theory. Londres, Taylor & Francis

- .	Jean-Léon Beauvois, Robert Vincent Joule (1999). A radical point of view on dissonance theory. En E. Harmon-Jones y J. Mills (eds.), Cognitive dissonance : progress on a pivotal theory in social psychology. Washington DC : A.P.A.

- .	Nicole Dubois, Jean-Léon Beauvois (2002). Évaluation et connaissance évaluative. une théorie dualiste de la connaissance. Nouvelle revue de psychologie sociale, 1, 103-111.

- .	Robert-Vincent Joule, Jean-Léon Beauvois (2002). Petit traité de manipulation à l’usage des honnêtes gens. Grenoble, Presses Universitaires de Grenoble (trad. cast.: Pequeño tratado de manipulación para gente de bien, Madrid, Pirámide, 2008).

- .	Robert-Vincent Joule, Jean-Léon Beauvois (1998), La soumission librement consentie. Paris, Presses Universitaires de France.

- .	Pascal Pansu, Jean-Léon Beauvois (2004). Juger de la valeur sociale des personnes : les pratiques sociales d’évaluation. En P. Pansu y C. Louche (Eds.), La psychologie appliquée à l’analyse de problèmes sociaux. Paris, Presses Universitaires de France

También ha colaborado intensamente en la elaboración de las siguientes obras colectivas
•	La psychologie sociale (enciclopedia de psicología social) 6 v. publicados entre 1995 y 2001 bajo su dirección en Presses Universitaires de Grenoble
•	Perspectives cognitives et conduites sociales (codirigido junto a R.-V. Joule y J.-M. Monteil) ; serie científica de psicología social que publica investigaciones de autores franceses y extranjeros; 9 volúmenes publicados entre 1987 y 2004 en las Editions DelVal, Delachaux et Niestlé, y más tarde en Presses Universitaires de Rennes.
También es autor de un ensayo sobre la música francesa y de una novela
•	Prélude, Aria et Final. Avec César Franck, cinquante ans de musique française, 1990, Grenoble, Presses Universitaires de Grenoble.
•	Mon passé à Istanbul (un polar de jeunesse) ; publicado en 2004, Niza, Editions Bénévent.